# Bogotol
Huyện Bogotol (tiếng Nga: ? райо́н) là một huyện hành chính tự quản (raion), của Vùng Krasnoyarsk, Nga. Huyện có diện tích 13 km². Trung tâm của huyện đóng ở Bogotol.